# Guilherand-Granges
Guilherand-Granges ist eine französische Gemeinde mit 11.277 Einwohnern (Stand 1. Januar 2022) im Département Ardèche in der Region Auvergne-Rhône-Alpes.

## Geografie
Guilherand-Granges ist die östlichste Gemeinde des Départements Ardèche. Sie liegt am rechten Ufer der Rhône gegenüber von Valence.

## Sehenswürdigkeiten
Auf einer Anhöhe über dem Fluss liegt die Ruine der Burg Crussol.

## Städtepartnerschaft
Seit 1996 mit Bad Soden-Salmünster in Hessen.

## Persönlichkeiten
- Julien Rochedy (* 1988), Politiker
- Margot Lambert (* 1999), Badmintonspielerin